# Брион (Вијена)
Брион (фр. Brion) насеље је и општина у западној Француској у региону Поату-Шарант, у департману Вијена која припада префектури Монморијон.
По подацима из 2011. године у општини је живело 247 становника, а густина насељености је износила 15,36 становника/km². Општина се простире на површини од 16,08 km². Налази се на средњој надморској висини од 130 метара (максималној 141 m, а минималној 109 m).

## Демографија
| 1962. | 1968. | 1975. | 1982. | 1990. | 1999. | 2011. |
| ----- | ----- | ----- | ----- | ----- | ----- | ----- |
| 257   | 278   | 224   | 203   | 197   | 203   | 247   |

График промене броја становника у току последњих година